# Jeremy Secomb
Jeremy Secomb (1972) è un attore e cantante australiano, noto soprattutto come interprete di musical.

## Biografia
Jeremy Secomb fece il suo debutto sulle scene nella natia Australia, dove nel 1996 entrò nel cast del musical The Phantom of the Opera di Andrew Lloyd Webber, in cui era il sostituto per il ruolo di Ubaldo Piangi. Secomb tornò ad interpretare il ruolo del tenore italiano nel musical anche nella tournée britannica del 2000 e al suo debutto sulle scene del West End londinese nello stesso anno.
Dopo essere rimasto nel cast di Phantom all'His Majesty's Theatre per tre anni, nel 2004 si unì al cast di Jerry Springer - The Opera nel West End, a cui seguirono i musical di Lloyd Webber The Woman in White (2006) ed Evita (2007), sempre in scena a Londra. Dal 2011 al 2013 tornò ad interpretare Piangi in The Phantom of the Opera a Londra, ricoprendo saltuariamente anche il ruolo dell'eponimo protagonista. Nel 2014 e nel 2015 fu Sweeney Todd nel musical  Sweeney Todd: The Demon Barber of Fleet Street di Stephen Sondheim a Londra, mentre dal 2015 al 2017 interpretò l'ispettore Javert in Les Misérables al Queen's Theatre del West End.
Nel 2017 fece il suo debutto sulle scene newyorchesi quando tornò ad interpretare Sweeney Todd nell'Off Broadway; la sua interpretazione gli valse una candidatura al Drama Desk Award al migliore attore in un musical e la vittoria del Theatre World Award. Nel 2018 è tornato a recitare sulle scene britanniche in una tournée del musical Evita in cui interpretava Juan Perón; sarebbe tornato a interpretare la parte nel 2023 in un allestimento semiscenico del musical al Theatre Royal Drury Lane. Nel 2024 ha esordito sulle scene italiane interpretando il Vescovo Myriel nella tournée di Les Misérables al Politeama Rossetti di Trieste e al Teatro degli Arcimboldi di Milano. L'anno dopo ha esordito a Broadway nel musical Stephen Sondheim's Old Friends.